# Cầu Cung điện
Cầu Cung Điện hay Cầu Hoàng Cung (có tên tiếng Nga: Дворцо́вый мост) là một cây cầu nằm trên đường Pont du Palais tại Saint-Peterburg, Nga. Đây chính là một trong số các địa điểm du lịch nổi tiếng và xinh đẹp không thể bỏ qua khi đến Saint-Peterburg của Nga.

## Sơ lược
Cầu Cung Điện là một cây cầu nâng có năm nhịp bắc qua Sông Neva với trụ cầu được lát bằng đá granite. Chiều dài của nó là 260,1 mét, chiều rộng là 27,8 mét và có 6 làn xe. Nó nối giữa Cung điện Mùa đông với các địa điểm khác ở đầu kia của con sông. Vì xung quanh nó là những di tích lịch sử và các địa điểm tham quan mang dấu ấn lịch sử Nga, họ không muốn làm mất tầm nhìn của các di tích ấy thế nên cây cầu này khi nâng lên sẽ không quá cao. 

## Lịch sử
Cây cầu đầu tiên nằm ở trên vị trí của cây cầu Cung Điện ngày nay vào năm 1727. Cây cầu nổi Isaac nằm ở hạ lưu, giữa các tòa nhà của Thượng viện, Thượng hội đồng và Cung điện Menshikov. Đây chỉ là cây cầu gỗ tạm thời. Sau đó là đến cây cầu bắc qua Neva - Blagovechshensky được khánh thành vào năm 1850. Sau 1 năm, cây cầu đã có dấu hiệu xuống cấp và sắp chìm xuống. Khi phát hiện ra vấn đề vào năm 1901, chính quyền ở đó đã tổ chức một cuộc thi để quyết định về phương pháp xây cầu, thế nhưng, không có một bản thiết kế nào được thông qua và chấp thuận. Vì thế, ủy ban tuyên bố bắt đầu một cuộc thi mới. Kết quả chỉ được công bố vào năm 1909, dự án được đánh giá cao nhất thuộc về kỹ sư Andrey Pshenitsky và kiến trúc sư Robert-Fredric Melzer. Theo thỏa thuận đã ký, chỉ các chuyên gia Nga mới có thể làm việc trong dự án với việc sử dụng các nguồn vật liệu của Nga. Cây cầu đã khởi công xây dựng vào khoảng tháng 10 năm 1911 và dự kiến khánh thành vào tháng 11 năm 1913. Tuy vậy, tiến độ thi công đã bị chậm lại vì trận lũ năm 1914 và cả Chiến tranh thế giới thứ nhất. Thế nên đến tận cuối năm 1916 thì cây cầu mới hoàn tất việc xây dựng. Cây cầu Cung Điện cuối cùng đã được thông xe vào ngày 23 tháng 12 năm 1916 nhưng các hạng mục trang trí vẫn còn dang dở. Phải cho đến tận năm 1939, các hạng mục trang trí mới được hoàn thành. Trong khoảng những năm 1918-1952, cây cầu lại có tên là Cầu Respublikansky (Tên Tiếng Việt: Cầu Cộng Hòa). Trong cuộc Chiến tranh Vệ quốc Vĩ đại, cây cầu đã bị hư hại rất nhiều do bị Pháo kích và ném bom liên tục, vì vậy các chuyên gia đã phải trùng tu nó nhiều lần. Đến tận năm 1978, cây cầu được đổi mới ở những phần xuống cấp. Vào năm 1997, khi đang dỡ bỏ đường xe điện, hệ thống đèn trang trí của cây cầu đã phát ra ánh sáng tuyệt đẹp ban đêm. Người dân quanh đó kỷ niệm sự kiện này bằng một ngày lễ đặc biệt mang tên "Cầu Cung điện thắp sáng đèn" .Từ khi cây cầu khánh thành cho đến khi xây lại năm 2012 - 2013, các thiết bị của nó đã được sử dụng cơ điện. Cây cầu này hiện đang là một trong những cây cầu bận rộn nhất Saint-Petersburg với lưu lượng xe mỗi ngày khoảng 30.000 phương tiện lưu thông đi qua. 

## Tham khảo

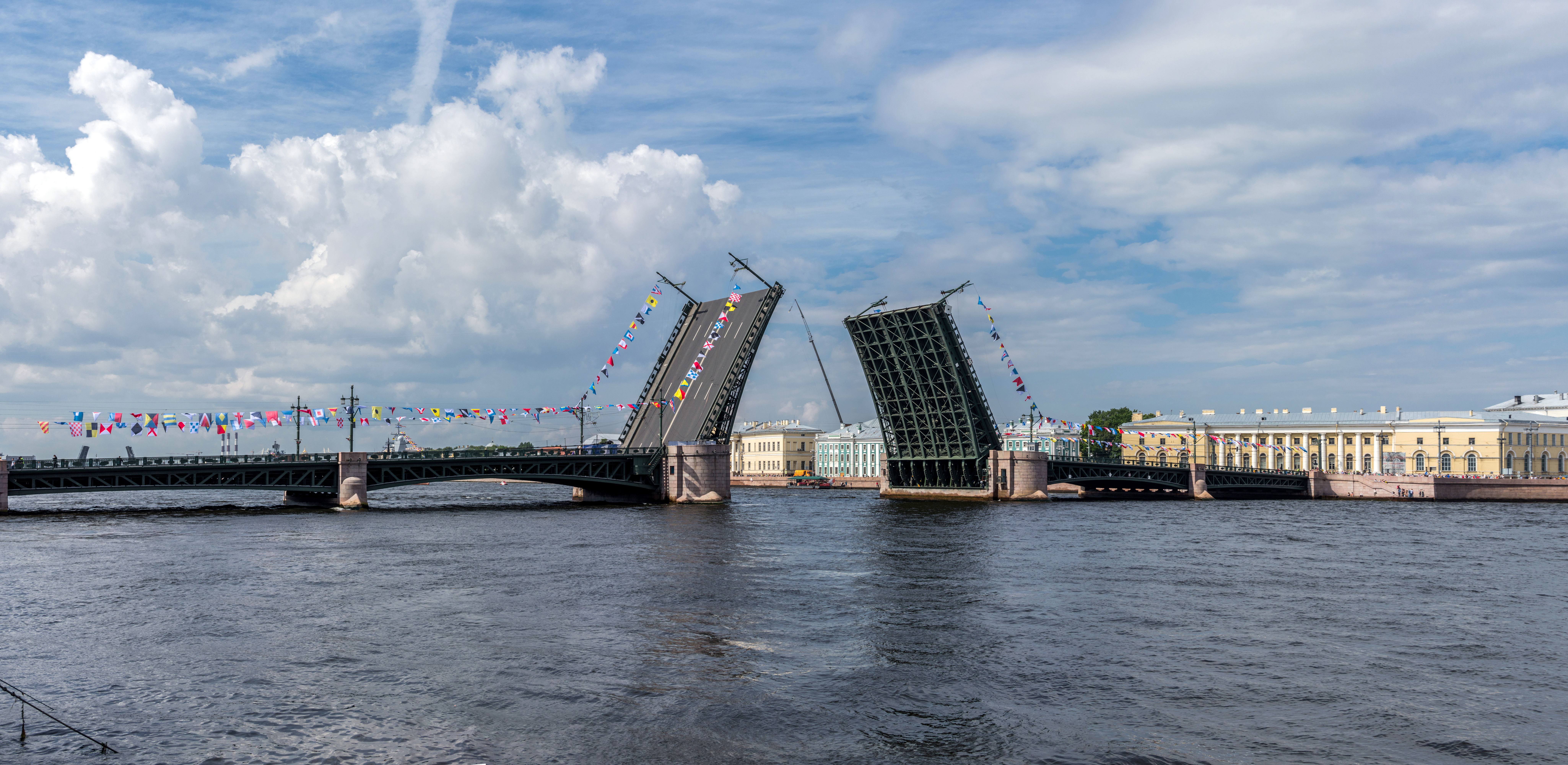
Cây cầu Cung Điện tại Sankt-Peterburg đang nâng lên để cho tàu thuyền đi qua